# 적나고양
적나고양(赤裸羔羊: Naked Killer)은 홍콩에서 제작된 곽요량 감독의 1992년 액션 영화이다. 구숙정 등이 주연으로 출연하였고 왕정 등이 제작에 참여하였다. 출시명은 카멜레온이다.

## 출연

### 주연
- 구숙정
- 임달화

### 조연
- 오가려
- 요위
- 관원단

## 제작진
- 미술: 방영
- 의상: 진고방
- 제편: 장완혜
- 연출: 곽요량
- 무술연출: 유숭봉
- 출품인: 왕정
- 행정책획: 이조기